# 대한민국의 교육
대한민국의 교육은 분야가 크게 유아교육, 초등교육, 중등교육, 고등교육, 평생교육으로 나뉘고, 초등교육과 중등교육 3년은 의무교육이다. 학제는 6·3·3·4제로, 모든 학생이 동일한 학교 계통을 밟을 수 있게 하는 단선형 학제이다. 대한민국 교육부에서 관장한다. 상당히 높은 교육열에 힘입어 거의 대부분 학생이 초등학교, 중학교, 고등학교에 진학하며, 대학 진학률은 67%에 달한다. 또한 대한민국의 교육의 결과, 국제학업성취도평가(PISA)에서 우수한 성적을 십 수년이 넘는 시간 동안 현재까지도 받고 있는 중이다.

## 역사
대한민국 교육의 역사는 고조선, 준왕이 위만에게 박사 직위를 수여한 때로 거슬러 올라간다. 원삼국 시대에는 중국에서 한자를 들여와 사용할 만큼 초보적인 교육 체계가 발달하였으며, 삼국 시대에 들어와서는 중국의 유학을 흡수하고 무예를 연마하게 할 만큼 발전하였다. 고려 때는 음서와 과거제가 등장하였고, 조선은 성균관, 집현전, 서당으로 성리학 연구를 장려하였다. 일제강점기에는 근대적 교육 제도가 도입되었다.

### 뜨거운 교육열
근대에 접어들면서부터 우리나라에 뿌리 깊이 박혀 있던 신분제가 사라짐과 동시에 지배층만 교육을 받고 출세할 수 있는 특권이 사라졌고 그에 따라 능력만 있으면 누구나 출세할 수 있게 되었다. 부모들은 어떻게든 돈을 벌어서 자식들의 학비를 마련해서 대학 공부를 시켰고, 자식들은 그 은혜에 보답하기 위해 열심히 공부했다. 해방이 되고서 얼마 지나지 않아 6.25전쟁이 터졌고, 휴전이 되었을 때는 제대로 된 교육기관이 남아 있지 않았다. 그래서 많은 젊은이들은 일제 강점기에 했던 것처럼 선진국으로 유학을 갔고 학위를 딴 후 귀국해서 인재 양성과 산업 발전, 사회 정비에 힘썼다. 덕분에 한국은 경제발전의 기반을 마련할 수 있었다.

### 미 군정기
미군정기는 불과 3년밖에 안 되는 짧은 기간이었지만, 이 때 현대 한국 교육의 기본 틀이 마련되었다.
당시 미군정은 남한을 미국과 같이 사회 질서를 갖춘 자유 민주 국가로 탈바꿈시켜 소련을 견제하는 것을 목표로 하였다. 그러나 미군은 준비가 부족했기 때문에 한국인의 협력을 필요로 했고, 이 점은 교육 분야 역시 사실상 마찬가지였다. 그리하여 미군은 반공 이념이 투철하고 자유 민주주의적 성향을 지닌 한국인 미국 유학생들을 발탁하여, 미군정 학무국과 한국교육위원회 및 조선교육심의회에 배치하였다.
미군정은 인문학교와 실업학교의 학제가 완전히 분리되어 있던 복선형 학제를 단선형 학제로 바꿈으로써, 종전의 인문교육과 실업교육의 제도적 분리에서 기인한 빈부에 의한 학교 진학의 차이를 없애려 하였다. 또 미국식 수업 연한을 도입하여, 학제를 6·3·3·4제로 개편하였다. 이들은 한국인의 높은 교육열과 38선 이남에 자유 민주주의를 정착 시키는 목표를 고려하여 국민학교를 의무교육화하였다. 그러나 이 개혁은 학교 증설 등 물리적 투자를 전혀 하지 않고 대책 없이 교육 기회만 확대한 탓에 학급 하나에서 80~110 명이 수업을 받는 과밀학급과 2, 3부제 수업 시행 등 많은 문제를 낳게 되었다. 게다가 고학력자가 늘어난 데 비해 직업 시장은 한정되어 있어 심각한 취업난이 초래되었고, 취업하지 못한 졸업생들이 무작정 상급 학교에 진학하려는 '학력 가수요 현상'이 나타났으며, 이는 다시 학력 인플레이션과 입시 경쟁을 가져왔다. 오늘날 대한민국 교육의 폐단은 여기에서 비롯된다.
한편 학교 현장과 민간에서는 제도 개선만으로는 교육을 민주화 할 수 없다며, 진보주의 교육 운동인 '새교육 운동'을 펼쳤다. 미 군정이 지도한 새교육 운동은 이전과 같은 강의식 수업을 지양하고 학생들이 분단을 조직하여 발표와 토론을 하며 진행하게 하는 수업을 권장하였다. 그러나 이 운동 역시 실패하였는데, 당시 학생과 교원 모두가 일제의 강의식 수업에 너무나 익숙해져 있었기 때문이었다. 중학교 입시 경쟁이 치열해지면서 강의식 수업이 중입에서 유리하다는 생각이 싹튼 데다가 "새교육을 하면 실력이 떨어진다."는 인식이 학부모들 사이에서 확산되었고, 결국 지금과 같은 일방적 강의식 수업이 한국 교육에 뿌리를 내려버렸다.

### 정부 수립 후

#### 이승만 정부
제 1 공화국인 이승만 정부 때는 교육법이 제정 및 공포 되었다. 한국 전쟁이 발발하자 정부는 '전시하교육특별조치요강'을 발표하여 전쟁에도 불구하고 교육을 계속 제공하고자 하였으며, 이는 세계에서 그 유례를 찾아보기 힘든 것이었다. 1955년에는 대한민국이 스스로 만든 최초의 교육 과정인 제 1차 교육 과정이 공포 되었다. 여기에는 진보주의 교육 철학이 반영되었으나, 입시에는 주입식 교육이 유리했기 때문에 이 교육 과정은 실제로는 교과 중심으로 운영되었다.

#### 장면 정부
제 2 공화국인 장면 정부는 학원 민주화와 교육자치제 강화 방침을 세웠으나 1961년 5ㆍ16 군사 쿠데타로 이렇다 할 교육 정책을 시행하지도 못한 채 역사 속으로 사라졌다.

#### 박정희 정부
박정희 정부는 '조국 근대화'라는 표어 아래 '교육을 통한 인간 개조 운동'을 추진하였다. 이 운동으로 '학교에관한임시특례법'이 공포 되었는데, 이는 군사 정부에 비판적이었던 교수, 대학생, 대학교 재단을 통제하기 위한 법이었다. 군정을 마치고 1963년에 출범한 제 3 공화국은 1968년 중학교 입시를 폐지하고 무시험으로 진학하게 하였으며, '대학입학예비고사'를 도입하였다. 중학교 입시 폐지는 ‘7ㆍ15 어린이 해방’이라 일컬어질 만큼 전면적인 개혁이었으며 중입이 빚은 폐해를 상당히 해소하였다. 대학입학예비고사 실시에 대학들은 학생을 선발할 수 있는 고유 권한을 침해한다는 이유를 들어 반대하였으나 강행되었고, 이는 학력고사와 대학수학능력시험으로 계승되어 현재까지 이어진다.
유신헌법을 토대로 한 제 4 공화국 때 시행된 대표적인 교육 정책으로는 고등학교 평준화, 실험대학제도 도입, 대학교수 재임용제 실시 등을 꼽을 수 있다. 1973년 발표된 고등학교 평준화는 서울과 부산에 한하여 고등학교 입학 시험을 국가에서 출제하는 '연합고사'로 대체하고, 합격자들을 컴퓨터로 추첨 하여 무작위로 배정하는 것을 골자로 하였다. 이로써 입시 부작용은 완화되었지만, 획기적인 성과는 이끌어내지 못했다. 실험대학제는 각 대학마다 실험을 통하여 교육의 질을 자율적으로 관리한다는 취지로 실시되었으나, 실제로는 문교부가 정한 실험 대학의 기준(졸업학점 조정, 계열별 학생 선발, 부전공제, 조기졸업제, 계절학기제)이 강제로 적용되었다. 각 대학이 규격화되면서 실험대학제는 모든 대학이 획일화되는 결과를 불러왔다. 대학교수 재임용제는 국공립대학 교원을 직급에 따라 일정한 계약 기간을 정하여 임용하고, 사립대학은 기한부로 임용하되 기간이 만료되면 재임용 여부를 다시 결정하게 하는 제도이다. 민주화 활동에 적극적이거나 부정 비리를 폭로한 교수를 추방하는 데 이용되었다.

#### 전두환 정부
신군부의 12·12 군사 반란으로 들어선 제 5공화국 전두환 정부는 유신 정권을 무색케 하는 강압적인 통치를 펴는 동시에 국민들의 환심을 사기 위한 시책을 실시하였다. 당시 실시된 '7ㆍ30 교육개혁'은 회유책으로 여겨지는데, 그 내용은 다음과 같다.
- 과외(사교육) 금지
- 대학본고사 폐지
- 고등학교의 내신성적 및 예비고사 성적에 의한 대학 입학생 선발
- 대학 입학 정원 확대 및 졸업 정원제 실시(졸업 정원제는 나중에 폐지되었다.)
- 고등학교 교육 과정 축소

교육 당국은 과외 열풍이 학교 교육 정상화를 방해할 뿐만 아니라 가계에 막중한 부담을 안기고 계층 간 위화감을 조성한다고 하여 과외 금지 조치를 단행하였다. 사교육을 하거나 받는 자는 공무담임권 박탈, 세무사찰, 교직 파면이라는 초법적 제재를 받았다. 이 개혁으로 사교육이 완화되고 사교육이 감소하였으나, 대학생 수가 급증하여 대학교육의 질이 저하되었고, 졸업 정원제가 백지화되면서 대졸자 취업난이 야기되었으며, 야간자율학습이 과외의 대체제로서 등장하면서 고등학생들에게 더 많은 부담이 지워졌다. 무엇보다 과외 금지조차 제대로 하지 못했다(비밀 과외가 성행하였다). 7ㆍ30 교육개혁이 수포로 돌아가자 제 5공화국 정부는 1985년 대통령 직속 기구 '교육개혁심의회'를 구성하여 개혁 방안을 마련했으나 1988년 정권이 교체되면서 모두 사문화되었다.

#### 노태우 정부
제 6공화국의 새로운 헌법에 따라 1988년 노태우가 대통령으로 당선되면서 제 6공화국 1기 정부가 출범하였다. 이때 문교부가 교육부로 개칭되었고, 교원 지위의 향상을 위한 특별법이 제정되었으며, 지방자치제법이 시행됨에 따라 지방교육자치제까지 덤으로 실시되었다.

#### 문민 정부
김영삼은 선거 공약을 이행하기 위하여 취임 1년 차인 1994년 2월 대통력 직속으로 '교육개혁위원회'를 설치하였다. 교개위는 1년 뒤 1995년 '5ㆍ31 교육개혁안'을 발표하였는데, 이 개혁안은 국가 경쟁력을 높이기 위해 교육을 수단화하는, 즉 경제 논리를 교육 논리보다 우위에 두는 의도로 짜였다. 위원회는 4차에 걸쳐 교육개혁안을 발표하였고, 그 내용으로는 1997학년도부터 고등학교 생활기록부를 입시에 반영하는 것(수시), 모든 대학교가 입시에서 국영수 위주 필답고사를 폐지하도록 하는 것, 불법과외를 단속하고 위성교육방송(오늘날의 EBS)을 제공하는 것이 있다.

#### 국민의 정부
김대중은 교육부를 교육인적자원부로 전환하고 장관을 부총리로 격상하였다. 특히 김대중 대통령은 '교육 대통령'을 자처하며 교육 정책을 폈다. 정부는 대학본고사, 고교등급제, 기여입학제를 금지한다는 표어 '3불(不) 정책'을 내걸고 교육 개혁을 실행하였다. 많은 대학들이 입시 자율화를 저해하는 조치라며 반기를 들었으며 정책의 타당성을 두고 사회적으로 많은 논란이 촉발되었다.
2000년 헌법재판소가 과외금지위헌판결을 함으로써 정부는 사교육을 금지할 법적 근거를 상실하였고, 이에 따라 사교육이 급속도로 확산되었다. 국민의 정부는 이전 정부에서 마련한 7차 교육과정을 그대로 수용하여 사교육을 경감하려고 하였으나, 우열반이 편성되는 데 대한 우려 때문에 사교육 열풍은 도리어 심화되었다. 이때 다양한 입시 전형이 도입되면서 편법과 불법적 현상이 나타났고, 공교육에 대한 불신이 커져 조기유학자와 해외 이민자가 급격하게 증가하였다.
국민의 정부가 시행한 주요 교육 정책은 교원 정년을 65세에서 62세로 앞당긴 것, 교원노조를 합법화한 것, 교원 성과금제를 도입한 것, 두뇌한국(BK)21사업을 실시한 것, 중학교를 의무교육화 한 것이 있다.

#### 참여정부
노무현은 대통령 자문기구인 '교육혁신위원회'를 설치하였다. 참여 정부는 수능에 대한 학생들의 압박과 입시 경쟁, 대학 서열화를 해소하겠다는 이념을 내세워 개혁을 시도하였다. 그러나 혁신위가 내놓은, 대학입시에서 내신을 주요 전형 요소로 하되 수능시험은 등급제로 전환하여 반영한다는 개혁안은, 학교 간 학력 격차가 엄연히 존재하므로 내신이 신뢰성을 지닐 수 없으며 수능이 등급화되면 변별력이 없어진다는 비판이 제기되었다. 일부 대학은 우수 학생들을 선발하기 위한 자구책으로서 본고사로 의심되는 논술시험 및 심층 면접을 실시하려 들었다. 참여정부 들어서도 3불 정책을 둘러싸고 정부와 대학 간 대립이 심화되었다. 노무현 정부 개혁안은 애초에 그 목적이 학력 격차에도 불구하고 동등한 기회를 주어 '보통 교육' 이념을 관철시키기 위함이었으나, 대학 서열화로 자리 잡은 대학 권력에 편승하고 싶은 학부모들과 그 권력을 쥔 대학들의 반발이 만만치 않았다.
참여정부는 또 막대한 사교육비 경감 차원에서, 일선 학교의 유능한 교원이나 학원의 일타 강사를 영입, EBS 수능방송을 송출하였다. 이는 저소득층 학생들도 사교육을 누릴 수 있게 했지만, 사교육 문제 자체는 전혀 개선하지 못한 문제점이 지적되어 왔다.
당시 고등학생들 사이에서는 '죽음의 트라이앵글'이라는 말이 회자되었는데, 이는 대입에서 수능, 내신, 논술 어느 하나 소홀히 할 수 없어 학생들이 견디기 힘든 고통을 받게 됨을 뜻한다. 역대 정부가 입시를 다양화한 것이 학생들에게 얼마나 큰 부담이 되었는지를 보이는 단적인 예시다.
한편 참여정부 내내 사립학교법 개정이 논란이 되었다. 개방형 이사제 도입을 핵심으로 하는 사학법 개정안이 제출되자 사학법인들이 강력히 반발하였다.

## 유아교육
미취학 어린이를 대상으로 한 유아교육은 일반적으로 어린이집이나 유치원에서 이루어진다. 원래 어린이집은 영유아를 보육하는 데 중점을 두고, 유치원은 교육하는 데 중점을 두는 기관이었다. 그러나 만 0~2세 보육이 '표준보육과정'으로 무상보육화 및 공교육화되고, 만 3세에서 5세까지를 대상으로 하는 누리과정이 도입되면서 어린이집과 유치원의 차이는 사실상 사라지게 되었다. 2017년 기준 대한민국에는 어린이집이 약 4만 개 있고 이 중 83.7%는 사립(민간, 가정)이다. 같은 해 기준 유치원은 약 9,000 개 있으며, 이 중 절반은 공립이다.

### 누리과정
누리과정은 유치원·어린이집의 구분 없이 동일한 내용을 배우는 것은 물론 부모의 소득 수준에 관계없이 모든 계층의 유아에게 유아학비와 보육료를 지원하는 교육 과정이다. 유아의 발달 특성과 초등학교 교육과정과의 연계를 고려하여 구성되었다. 의무교육은 아니나, 어린이집을 다니는 만 3~5세 어린이라면 누구나 교육·보육비를 지원 받게 되므로, 사실상 의무교육의 연장선에 있다. 정부는 이를 '의무교육이 12년으로 확대되는 효과가 있다'고 자평했다.

## 초등교육
대한민국의 초등교육은 초등학교에서 받을 수 있다. 의무 교육이므로 모든 교육은 전액 무료로 제공된다. 만 5세가 되는 해에 입학하는 것이 원칙이나, 만 6세 또는 만 7세에 입학하는 것도 가능하다. 6·3·3·4 학제의 첫 단계로서, 일반적으로 6학년제이다. 초등교육을 제대로 이수하지 못하고 취학 연령을 초과한 경우 공민학교에서 3년 간 초등교육을 받을 수 있으나, 현재 운영되는 공민학교는 없다. 2017년 기준 대한민국에는 교육부로부터 인가 받은 초등학교가 6천 개 가량 있으며, 이 가운데 99%가 국공립이다. 초등학교 취학률은 97.3%이다.
학기는 보통 3월에 시작하여 7, 8월에 여름방학이 있고, 12월, 1월에 겨울방학을 지낸 뒤 익년 2월에 종업 또는 졸업을 한다. 등교 시각은 9시이며, 1교시 수업은 9시에서 9시 10분 사이에 시작한다. 매 교시는 40분, 쉬는 시간은 10분이다. 최대 수업 시간은 6교시이다. 학생들은 학교에 있는 시간의 대부분을 자기 반 교실에서 보낸다. 월요일부터 금요일까지, 주 5일제로 수업한다. 초등학교 1, 2학년은 오후 1시에, 3, 4학년은 오후 2시에, 5, 6학년은 오후 3시에 모든 수업이 끝난다. 맞벌이 부부가 많아지면서 오후 2~6시에 아이를 맡길 곳을 찾지 못하는 부모가 늘어났다. 이들은 대개 '학원 뺑뺑이'를 돌리거나 직장을 그만두고 '경력단절여성'이 되는 길을 택한다. 이에 대한 방책으로 정부는 초등학교 수업 시간을 늘리는 것을 고려하고 있다. 초등학생들의 82.3%는 사교육을 받으며, 월 평균 30만 원을 사교육비로 지출한다.
성적 제도는 절대평가이다. 시험을 치르지 않는 수행평가 방식으로 이루어지며 성적이 수치화되어 기록에 남지는 않고, 대개 '잘함', '보통', '노력 요함'과 같이 대략적으로만 나눈다. 급식은 의무급식이다.
초등학교 교사는 대체로 교육대학을 졸업한 자들이 맡는다. 초등학교에서는 담임 교사 한 명이 거의 대부분 수업을 진행하고, 몇몇 과목은 과목 전담 교사가 수업한다. 전담 교사가 맡는 과목은 수업 시수 등을 고려해 학교마다 학년 및 과목이 상이하다. 저학년(1, 2)일수록 전담 과목이 적고, 중학년(3, 4), 고학년(5, 6)은 비교적 전담 과목이 많다. 특히 영어는 반드시 영어 전문 교사가 수업을 맡는다(잘못된 정보다. 초등교사는 모두 전공이 초등교육이기 때문에 전문 교사가 따로 없다. 그 학교의 업무 분장으로 영어 전담 교사가 있다면 전담 교사가 맡고, 교사가 아니라면 영어 전문 강사이다. 담임 교사가 영어 수업을 맡는 학교도 많다). 초등학교 교사는 수업 말고도 공문서 처리, 행사 계획 등 각종 행정 업무까지 처리해야 하는 탓에 상당한 스트레스를 받는다. 초등학교의 교육 여건을 보여주는 대표적 수치인 교원 1인 당 학생 수는 2000년 28.7명에 달했다가 점차 감소하여 2017년에는 14.5명까지 떨어졌다.

## 중등교육
대한민국의 중등교육은 중학교와 고등학교로 나뉘며, 기간은 둘 다 3년제로 6·3·3·4 학제의 두 번째, 세 번째 단계를 이룬다. 중학교부터는 담임 교사가 모든 수업을 맡지 않고 과목별로 다른 교사가 수업을 하기 때문에, 중등교육 교사는 주로 사범대학을 졸업하여 특정 과목만을 전문적으로 가르친다. 이때부터 내신 등급을 세밀하게 나눈다. 본격적인 입시 경쟁에 치인 청소년들의 행복도가 급락하는 단계이기도 하다.

### 중학교
대한민국의 중학교는 3년제이다. 보통 이때부터 교복을 입게 되고, 복장과 두발에 일부 제한을 받는다. 의무 교육이므로 수업은 전액 무료로 제공되나, 급식과 교복은 유상이다. 대개 세는나이로 14세에 입학하여 17세에 졸업한다. 2017년 기준 대한민국에는 중학교가 3,000여 개 있으며, 그 가운데 2,500여 개는 국공립이다. 중학교 취학률은 94.2%이다.
학기는 초등학교와 마찬가지로 3월에 시작하여 7, 8월 여름방학, 12, 1월 겨울방학을 보내고 명년 2월에 졸업한다. 등교 시각은 보통 8시 30분이며, 1교시 수업은 9시에 시작한다. 매 수업 시간은 45분, 쉬는 시간은 10분이다. 하루 수업 시수는 6교시(3시) 또는 7교시(3시 55분)이다. 역시 학생들은 자기 반 교실에서 하루의 대부분을 보낸다. 교육 과정은 예술중학교와 체육중학교를 제외하면 학교 간 큰 차이가 없다. 교과목은 일반적으로 다음과 같다.
- 국어
- 수학
- 영어
- 사회
- 역사
- 과학
- 음악
- 미술
- 체육
- 도덕
- 제 2 외국어 또는 한자

2008년부터 매달 첫 번째, 세 번째, 다섯 번째 토요일에 등교하여 동아리 시간(CA)을 가졌으나, 제대로 활용되지 못해 2012년 폐지되었다.
중학교의 성적 제도는 절대평가이나, 초등학교보다 더 세밀하다. 정기고사와 수행평가 점수를 합친 원점수를 일의 자리까지 반올림하였을 때 90점 이상이면 A, 80점 이상이면 B, 이렇게 10점 단위로 나누어, A-B-C-D-E-F로 '학업 성취도'가 부여되고, 이를 바탕으로 총 내신 성적을 산출한다. 낙제 제도가 없어 학업 성취도가 현저히 낮은 학생도 졸업할 수 있다는 문제가 제기된 바 있다.
1969년 과도한 중입 경쟁을 해소하고자 중학교 입학 시험이 폐지되고 중학교 배정이 완전 추첨식으로 바뀐 이래, 전국의 중학교 대다수는 수준이 평준화되었다. 그러나 고소득자가 주로 거주하는 지역과 저소득층이 거주하는 지역의 중학교 간 학업 능력 격차는 여전히 있다. 상당히 많은 중학교는 단성학교이나, 최근에 개교하는 중학교는 거의 대부분 남녀공학이다. 단성학교에서 학생들의 학업 성취도가 향상된다고 믿는 학부모들이 압박을 넣은 학교는 남녀공학에서 단성학교로 바뀌기도 한다.
중학교 학생들의 66.4%는 사교육을 받으며, 월 평균 44만 원을 사교육비로 지출한다. 이 사교육은 대부분 학원 또는 개인 과외이고, 교습 과목은 보통 국어, 영어, 수학, 즉 '국영수'로 대표되는 주요 과목이다. 학부모들은 소득의 20%가량을 사교육비로 쓴다.

#### 자유학년제[10]
자유학년제는 중학교 과정 중, 1학년 때 두 학기 동안 지식‧경쟁 중심에서 벗어나 학생 참여형 수업을 실시하고 학생의 소질과 적성을 키울 수 있는 다양한 체험 활동을 중심으로 교육 과정을 운영하는 제도이다. 2016년부터 전면적으로 확대되어, 전국 모든 중학교 1학년 학생을 대상으로 자유학기제가 시행된다. 2018년부터 자유학기제에서 자유학년제로 바뀌었다. 자유학년제 동안에는 정기고사를 치르지 않는다. 학교생활은 크게 교과 수업과 자유학기 활동으로 나뉘는데, 오전에는 평상시와 같이 교과 수업을 하고 오후에는 자유학기 활동을 한다. 자유학기 활동은 진로탐색 활동, 주제 선택 및 연구 활동, 예술·체육 활동, 동아리 활동으로 구성된다. 이는 중학교를 졸업한 학생이 고등학교에 입학하기 전 1년 동안 다양한 경험을 쌓을 수 있게 하는 아일랜드의 전환학년제를 본딴 것이다.

### 고등학교
대한민국의 고등학교는 3학년제이다. 보통 만 16세에 입학하여, 19세에 졸업한다. 급식은 유상이다. 과학고등학교는 18세에 조기졸업하는 경우도 흔하다. 단성학교가 매우 많다. 모집 단위로는 학교가 위치한 지역에서 선발하는 광역 단위와 전국에서 선발하는 전국단위가 있다. 성적 제도는 수능과 같이 9등급제로, 매 학기 정기고사와 수행평가 성적을 합산하여 상대평가로 등급을 매긴다. 고등학교 내신과 학생부가 대입에 직결되기 때문에 고등학생들은 치열한 경쟁에 내몰리며, 1등급을 받아야 한다는 학업 스트레스에 시달린다. 정규 수업 시간을 마치면 학생들은 곧바로 야간자율학습을 한다. 기숙사 생활을 하는 특목고는 새벽까지 자율학습을 한다. 교육부에서 강제 자율학습을 금지하였으나상당히 많은 학교에서 야자를 강제하고 있다. 고등학생들의 55%, 일반고 재학생의 61%는 사교육을 받으며, 사교육비로 월 평균 50만 원 가량을 지출한다. 고등학생들의 삶의 목적은 좋은 대학에 가는 것으로 고정된다.
고등학교 유형은 다음과 같다. 종류에 따라서 교육 과정이 천차만별이다.
- 일반고등학교
- 자율형 고등학교
  - 자율형 공립 고등학교
  - 자율형 사립 고등학교
- 특수목적고등학교
  - 외국어고등학교
  - 과학고등학교
  - 예술고등학교
  - 체육고등학교
  - 국제고등학교
  - 산업수요맞춤형고등학교(마이스터고)
- 특성화고등학교(구 실업계 고등학교)
- 산학일체형 도제학교
- 대안학교
- 특수학교
- 방송통신고등학교

#### 일반 고등학교[14]
일반 고등학교는 특정 분야가 아닌 다양한 분야에 걸쳐 일반적인 교육을 실시하는 고등학교로, 대한민국에 1,700여 개가 있는 가장 흔한 학교이다. 교육 과정은 보통 교과와 전문 교과로 구성된다. 고등학교 평준화 정책에 따라, 평준화 지역으로 지정된 후기 고등학교는 '선 복수 지원 후 추첨 배정' 방식으로, 비평준화된 학교는 중학교 내신 성적과 고입선발고사 성적을 바탕으로 학생을 선발한다. 일반고의 학비는 연 200~300만원 선에 그친다.'진로집중과정'과 '중점학교'가 있다.
진로집중과정은 학교 규모 및 지역 여건에 따라 외국어, 예체능, 직업 등에 따라, 학교별로 특정 분야의 집중 과정을 운영할 수 있는 제도이다. 획일적인 교육과정 편성에서 벗어나 학생들이 진로를 자유로이 탐색할 수 있게 돕는 것을 목적으로 한다. 직업과정은 보통 위탁교육으로 운영된다.
중점학교는 인재 양성을 위해 특정 교육 과정을 강화한 학교로, 일반고로 분류된다. 과학, 예술, 체육 중점학교가 있다. 과학중점학교(통칭 '과중')는 고등학교 3년 동안 총 교육 이수단위의 45% 이상을 과학, 수학 교과목에 할당할 수 있다. 또, 다른 일반고와 달리 과학 8개 과목 외에 고급 수학, 과학, 물리, 화학 실험과 같은 과학융합 전문교과 3과목을 추가로 이수하게 된다. 이런 교육 과정은 모든 학생이 아닌 과학중점과정학급에 속한 학생에 한해 적용된다. 일반학급과 중점학급 간 격차와 위화감을 해소하기 위하여 일반학급을 위한 기초, 심화과정도 개설되어 있다.

#### 특수목적고등학교
특수목적고등학교, 약칭 특목고는 말 그대로 특수한 목적을 위해 설립된 학교이다. 외국어 고등학교, 국제 고등학교, 과학고등학교, 예술·체육고등학교, 마이스터 고등학교가 있다. 개별 학교마다 모집 전형이 사뭇 다르다. 총 155개 있다. 고입에서 일반고에 앞서 학생을 선발할 권리를 가지는데, 2018년에 교육부가 초중등교육법 시행령을 개편하여 동시에 선발하고 특목고와 자사고에 지원한 학생이 일반고에 지원할 수 없게끔 하였으나, 헌법재판소는 이 시행령이 위헌이라고 판결하였다. 그 수가 매우 적음에도 불구하고 대학 입시에서 초강세를 보이고, 우선 선발로 우수 학생들을 독점하는 데다가, 고소득층 자녀들이 주로 입학하는 경향을 보이면서, 특목고를 폐지하자는 주장이 수없이 제기되었다.

##### 외국어 고등학교[14]
외국어 고등학교는 외국어에 능숙한 인재를 양성하기 위해 설립된 학교이다. 영어, 프랑스어, 독일어, 일본어, 베트남어, 아랍어 등 전공이 설치되어 있고, 개설 학과는 학교 별로 상이하다. 1학년은 보통 교과의 공통 과목을 중심으로 배우며, 2·3학년은 보통 교과의 선택 과목과 전공 외국어를 중심으로 공부한다. 총 이수단위 180단위 중 보통 교과가 85단위, 전공 교과가 72단위 이상 편성된다. 전공 교과 이수 단위의 60% 이상은 전공 외국어로 한다. 외고가 대입에서 강세를 보이면서, 외국어 인재를 길러내기 위함이라는 설립 취지대로 운영된 초기와 달리 갈수록 입시 위주 고등학교로 변질되어, 자사고와 함께 존폐 논란이 수 차례 불거진 바 있다.외국어 고등학교의 평균 학비는 830만 원에 달한다.

##### 과학고등학교[14]
과학고등학교는 과학 인재 양성을 목적으로 하는 고등학교이다. 일반 교육 과정을 준수하면서 고급 수학, 물리 실험 등 과학 계열 전문 과목을 편성하여 운영한다. 일반고에 비해 수학·과학 과목이 두 배 이상 많고, 난이도가 상당히 높으며, 진도를 매우 빠르게 나간다. 과학은 일반/심화 과정으로 나눠 배우며, 전공 분야를 탐구하는 과제 연구도 운영한다. 특성화대학과 연계하여 대학과목 선이수제(AP)도 운영한다. 학생들 사이에서는 '곽'으로 줄어 불린다. 가령 서울과학고등학교는 '서울곽', 또는 '설곽'으로 불린다. 과학고를 폐지하자는 주장도 제기된 바 있다. 과학고등학교의 학비는 평균 624만 원에 달한다.

##### 국제 고등학교[14]
국제 고등학교는 국제 전문 인재를 양성하기 위하여 설립된 학교이다. 외국어 계열 과목을 72단위 이상 이수해야 하고 국제 계열 과목을 총 이수단위의 50% 이상 편성해야 한다. 외국어고와 달리 전공 학과 별로 나누어 운영하지 않는다.

##### 예술·체육고등학교[14]
예술 고등학교는 문학, 음악, 미술, 무용, 연극, 영화 등 예술실기인재를 양성하는 것을 목적으로 하는 고등학교이다. 예술적 성취 능력과 잠재력이 매우 뛰어난 학생을 모집한다. 전공 관련 전문 교과를 72단위 이상 편성한다. 명문대 음대생의 76%를 차지한다. 사립 예고의 학비는 연간 600만 원에 달하며, 레슨비까지 포함하면 1,000만 원 수준까지 뛴다.
체육 고등학교는 체육에 대한 전반적인 지식과 기능을 공부하여 국민체육진흥에 일익을 담당할 체육인을 양성하는 고등학교이다. 체육 교과가 80단위 이상 편성된다. 모든 체육 고등학교는 공립이고, 학비 면제 범위가 넓다.

##### 산업수요맞춤형고등학교(마이스터고)[29][30]
마이스터고는 최고의 기술인력을 육성하여 최우수 기업에 취업 시키고, '기술 명장(Meister)'으로 성공하게 돕는 것을 목표로 하는 고등학교이다. 학비가 전액 면제되고, 최우수 학생과 저소득층 학생에게 장학금을 수여하며, 기숙사를 제공한다. 교장은 공모제로 선출된다.

#### 자율형 고등학교[14]
자율형 고등학교는 자율형 공립고등학교(약칭 자공고)와 자율형 사립고등학교(약칭 자사고)로 나뉜다. 2017년 기준 자율고는 총 158개 있고, 112개가 자공고, 46개가 자사고이다.

##### 자율형 공립고등학교
자공고는 교육 여건이 열악한 지역의 공립 고등학교를 교육감이 선정하여 교육 과정과 프로그램을 특성화·다양화하여 전인교육을 실현하는 고등학교이다. 교육 정책에서 자유롭다는 점은 같으나, 그 자유로운 정도와 학생 선발 방법에서 자사고와 차이가 있다. 평준화된 자공고는 평준화 일반고와 같이 추천 및 배정으로 입학하며, 비평준화된 곳은 내신 성적과 (학교에서 실시하는 경우) 선발고사를 바탕으로 학생을 선발한다.

##### 자율형 사립고등학교
자사고는 국가 및 지방자치단체로부터 교직원 인건비(명예퇴직 수당은 제외), 학교·교육과정운영비를 일체 지급 받지 않는 대신 교육 과정을 완전히 자율적으로 운영할 수 있는 고등학교이다. 학교 별로 개성 있는 교육 과정을 실시하는 것을 목표로 하나, 무학년제인 하나고등학교나 민족사관고등학교를 비롯한 일부 학교를 제외하면 많은 학교가 근본적 변화를 모색하지 못하고 입시위주 교육에 머물러 의미가 많이 퇴색되었다. 전국단위 자사고의 평균 학비는 자그마치 1,129만 원에 달하고, 광역 자사고는 795만원에 달한다. 폐지 주장이 셀 수 없을 만큼 많이 제기되었으며 문재인 정부와 진보 교육감들은 폐지 기조를 고수하고 있다.

#### 특수학교
대한민국은 장애인의 권리에 관한 협약의 당사국으로서, 협약 제 24조에 따라 장애인을 일반 학교에서 일반 아동과 같이 교육시켜야 할 의무를 진다. 실제로 특수교육대상자의 70%는 일반 학교를 다닌다. 하나 이 70% 학생들 대부분은 일반학교에 배치만 되어 있을 뿐 방치, 차별, 괴롭힘 등을 당하여 제대로 된 통합 교육을 받지 못하고 있는 실정이다. 일반 학교 교사들은 장애 학생을 교육한 경험이 없어 장애 학생의 소통 방식을 이해하지 못하고, 잘못된 훈계를 가하여 비장애인 학생들의 괴롭힘만 심화시키는 일이 잦다. 학부모들은 아이에게 특수학교라는 낙인이 찍히지 않도록 아이를 일반 학교에 진학시키기를 바라지만, 대한민국 정부는 특수학교를 건립하는 간편한 선택을 함으로써 통합교육이 아닌 분리 교육을 고착화하고 있다. 그러나 특수학교를 짓는 것마저도 현지 주민들의 님비 때문에 쉽지가 않다.2015년 기준 대한민국에 설립된 특수학교는 총 167개이고, 이 가운데 75개가 공립이다. 전국 468개교에 특수학급이 설치되어 있다.

#### 특성화고등학교[14]
직업특성화고등학교는 대학 진학보다도 졸업 후 취업을 목표로 하는 고등학교이다. 학비는 전액 무료이다. 대안교육특성화고등학교도 특성화고에 속하나, 일반적으로 특성화고등학교라 하면 직업특성화고등학교를 일컫는다. 교육부는 특성화고를 '취업중심 학교'로 정의하였다. 그러나 아직까지 특성화고에는 중학교 성적이 낮은 학생들이 특별한 목표 없이 진학하는 일이 잦다. 공공기관을 비롯한 많은 기업에서 고졸 채용률이 급감한 탓에, 특성화고 학생들에 대한 처우는 대체로 좋지 않다. 이들은 다른 학교에 비해 자퇴율이 높다. 특성화고와 마이스터고의 경쟁력을 높이기 위하여 2016년부터는 교육 과정이 국가직무능력표준(NCS)에 기반하여 편성된다.

### 영재학교
영재학교란 재능이 뛰어난 사람으로서 타고난 잠재력을 계발하기 위하여 특별한 교육이 필요한 영재의 능력과 소질에 맞는 내용과 방법으로 실시하는 교육을 위해 설립되는, 고등학교 과정 이하의 학교이다. 영재학교는 초·중등교육법이 아닌 영재교육진흥법에 의하여 설립된 학교로, 졸업하면 고등학교 학력으로 인정되지만 고등학교는 아니다. 영재학교에는 과학영재학교와 과학예술영재학교가 있다. 과학영재학교는 수학·과학에 재능이 뛰어난 사람을 대상으로 영재교육을 실시하는 학교이다. 과학예술영재학교는 교육과정의 일정규모 이상을 과학기술, 예술, 인문학 등을 연계한 융합형 전문 심화교과를 개설하여 다중재능의 우수한 융합형 창의 인재 양성을 목표로 하는 영재학교이다. 입학 연령에 제한이 없다. 학점제로 운영되며 일정 학점을 이수해야만 졸업할 수 있다. 학비는 평균 668만 원이다.

## 특수목적고등학교의 폐지
2020년 기준으로 초등학교 5학년이 고등학생이 되는 해인 2025년부터 외국어 고등학교, 자율형사립고등학교, 국제 고등학교가 전면 폐지된다. 정부는 2019년 11월,  '고교서열화 해소방안'을 발표하면서 고교학점제를 전면 도입하는 2025년 3월부터 자사고와 특목고인 외국어 고등학교와 국제 고등학교 79개교를 일반고로 전환하겠다고 선언하였다. 만약 이 방안이 실행된다면, 1992년 생긴 외국어 고등학교는 33년 만에, 1998년 생긴 국제 고등학교는 27년 만에, 2001년 만들어졌던 자율사립형고등학교는 24년 만에 사라지게 된다.
폐지 이유는 개설한 고등학교가 모두 개설의 목적과 어긋나는 정책을 펼치고 있기 때문으로 보인다. 그러나 학부모들의 비판도 만만치 않다.

## 대안학교
대안학교는 학업을 중단하거나 제도권 교육에 부정적인 학생, 또는 공교육보다 자연친화적, 사회적, 협동적인 학교를 추구하는 학생을 대상으로 만들어진 학교의 형태이다. 현장 실습 등 체험 위주의 교육, 인성 위주의 교육 또는 개인의 소질·적성 개발 위주의 교육 등 다양한 교육을 하는 학교이다. 인가된 대안학교는, 각종학교에 속하는 대안학교와, 대안교육특성화중학교, 특성화고등학교에 속하는 대안교육특성화고등학교로 나뉜다. 대안학교는 태반이 비인가 학교이다. 비인가 대안학교는 정부의 지원금을 받기도 힘들 뿐더러, 그 시설과 규모가 매우 작다. 교육 과정은 초·중·고 교육 과정을 자유롭게 배합할 수 있다. 학비는 인가 여부와 교육 과정에 따라 천지 차이인데, 정부 지원을 받는 인가 학교는 일반 학교 수준인 경우도 있으며, 비인가 학교는 1,000만원에 육박하기도 한다. 2013년 기준 대안학교는 17교, 대안교육특성화중학교는 11교가 있다.2017년 기준 교육부에게서 인가를 받은 대안교육특성화고등학교는 총 25개 있으며, 4개가 공립, 21개가 사립이다.

## 대학 입시
대학 입시는 크게 수시와 정시로 나뉜다. 수시는 내신 위주 전형을 말하고, 정시는 수능 위주 전형을 말한다. 대입에서는 교육부가 전권을 쥐며, 대학은 교육부의 기조에 발맞춰 입학 전형을 결정한다. 대입은 언제나 대한민국 교육의 핵심이었으며, 역대 정부가 실시한 그 어떤 개혁도 입시제도 개편을 빼놓고는 이야기할 수 없다.

### 수시
수시는 고등학교 내신을 주 평가 지표로 삼아 학생을 선발하는 전형이다. 학교생활기록부의 내용이 승부를 가른다. 담임 교사와 학교의 영향력이 매우 크고 학부모의 재력도 적잖은 영향을 미치기 때문에 그 공정성을 두고 논란이 수 차례 촉발되었다.수시 선발 인원은 갈수록 증가하여 2017학년도 입시에서는 자그마치 69.9%에 이르렀다. 문재인 정부의 정시 확대 기조에 따라 비중이 축소되는 듯 보였으나, 2020학년도 입시에서 77.3%로 기록을 경신하였다.

### 정시
정시는 대학수학능력시험 성적을 위주로 학생을 선발하는 전형이다. 내신이 반영되는 비율은 없거나 극히 적다. 선발 인원이 갈수록 감소하여 2020학년도 입시에서는 20% 이하로 떨어졌다.

## 고등교육

### 대학
대한민국 대학은 일반적으로 4년제이며, 의과대학, 치과대학 등을 비롯한 일부 대학은 대통령령에 의하여 6년제이다. 대학원 또는 대학원대학의 연한은 석사와 박사가 각 2년 이상, 통합 과정은 4년 이상이다. 학점 당 이수 시간은 매 학기 15시간 이상이다. 학부에 입학하기 위해서는 고등학교를 졸업하거나 그에 준하는 학력을 지녀야 하며, 거의 모든 대학은 입학 요건으로 수능 성적이나 내신 성적을 필요로 한다. 대학원의 석사과정과 박사과정에 입학하기 위해서는 각각 학사 학위 또는 석사 학위를 취득하거나 그에 준하는 학력을 갖추어야 한다. 등록금은 수업료, 기성회비, 입학금 등으로 구성되며, 평균 600만 원대이다.장학금은 재단 또는 국가에서 제공한다. 금전적 사정이 여의치 않은 학생들을 위하여 한국장학재단과 은행 등이 학자금을 대출해주고 있다. 대학생 생활비 통계는 조사 방식에 따라 사뭇 다르다.대학생 상당수는 등록금과 생활비를 충당하기 위하여 아르바이트를 하고 있다.

#### 종합대학
대한민국의 종합대학, 혹은 연구 중심 대학은 1946년 고려대학교, 서울대학교 등이 최초로 지정되었다. 일반대학, 단과대학 등은 대학(大學)으로, 종합대학은 대학교(大學校)로 명명하여 구분했다. 종합대학 개념은 1992년 법적으로 폐지되었으며, 1991년 지정된 강릉대학교, 공주대학교 등이 마지막 종합대학이 되었다. 총 70여개의 대학이 지정되었으며, 대부분 사립대학이다. 이 대학들은 모두 종합대학이라는 법적 개념이 폐지된 이후 일반대학으로  분류되고 있다.

#### 교육대학
대한민국의 교육대학은 초등 교원 양성 기관이다. 이화여자대학교와 한국교원대학교를 제외하면, 현재까지 대한민국에서 몇 없는, 단독적으로 단과대학 형태의 대학이다. 이화여자대학교 초등교육과를 제외한 모든 초등교원 양성기관은 국립대학의 형태로 설치되어 있다. 단독적 학교의 형태로 경인교육대학교, 공주교육대학교 등이 10개교가 설치되어 있으며, 종합대학 내 단과대학 형태로 한국교원대학교와 제주대학교 등에 설치되어 있다. 이화여자대학교는 초등교육과를 설치하여 교육과정을 운영하고 있으며, 이는 대한민국에서 유일하게 학과 형태로 운영되는 초등 교원 양성 기관이다.

#### 순위
다음은 QS 세계 대학 순위가 평가한 대한민국 상위 10개 대학이다.
1. 서울대학교(세계순위 36위)
2. 한국과학기술원(세계순위 40위)
3. 포항공과대학교(세계순위 83위)
4. 연세대학교(세계순위 86위)
5. 성균관대학교(세계순위 100위)
6. 고려대학교(세계순위 107위)
7. 한양대학교(세계순위 151위)
8. 경희대학교(세계순위 264위)
9. 이화여자대학교(세계순위 319위)
10. 광주과학기술원(세계순위 339위)

다음은 타임스 지가 평가한 대한민국 상위 10개 대학이다.
1. 서울대학교(세계순위 74위)
2. 한국과학기술원(세계순위 95위)
3. 성균관대학교(세계순위 111위)
4. 포항공과대학교(세계순위 137위)
5. 연세대학교(세계순위 201위~250위)
6. 울산과학기술원(세계순위 201위~250위)
7. 고려대학교(서울)(세계순위 201위~250위)
8. 광주과학기술원(세계순위 351위~400위)
9. 한양대학교(세계순위 351위~400위)
10. 중앙대학교(세계순위 401위~500위)

다음은 중앙일보가 평가한 대한민국 상위 10개 대학이다.
1. 서울대학교
2. 성균관대학교
3. 한양대학교(서울)
4. 연세대학교
5. 고려대학교
6. 서강대학교
7. 중앙대학교
8. 인하대학교
9. 한양대학교 ERICA캠퍼스
10. 경희대학교, 이화여자대학교

그러나 이런 순위는 학생들에게 거의 잘 알려지지 않았다. 그보다는 '서(카포)연고/서성한(지디유)/중경외시(이)/건동홍(숙)/(인아부경)/국숭세단/광명상가/(에)인가경/삼여대/한서삼/협수용강/을평성대~'와 같이 각 대학 이름의 첫 글자를 따서 노래처럼 부르는, 오로지 인지도에만 근거한 서열이 훨씬 더 큰 영향을 끼친다.

## 평생교육
평생교육은 학교의 정규 교육 과정을 제외한 모든 조직적 교육 활동을 이르는 말로, 대한민국에서는 평생교육법으로 평생 교육을 진흥하고 있다. 공교육을 받지 못한 중장년층, 노년층, 장애인을 대상으로 한다. 정부는 평생교육 사업의 일환으로 평생학습관, 공공도서관, 문해 교육기관 등을 각지에 건립하였다.

## 방송통신교육

### 방송통신학교

#### 방송통신중학교[72]
방송통신중학교는 일반 중학교에 진학하지 못한 자에게 교육 기회를 제공하는 것을 목표로 하는 국립 중학교이다. 한 달에 두 번(격주), 주말에만 출석 수업이 있으므로 직장인도 다닐 수 있다. 남녀노소 누구나 입학할 수 있다. 3년제이고, '학교 밖 학습경험인증제'를 이용하면 1년 만에 조기 졸업할 수 있다. 교육은 인터넷으로 받을 수 있다. 신입학은 무시험 서류전형, 연장자순(광주 북성중은 선착순)이다.

#### 방송통신고등학교[73]
방송통신고등학교는 과학기술의 발달과 경제사회 및 문화적 여건의 급속한 변동에 따라 유능한 직업인을 양성하고, 고등학교에 진학하지 못한 자에게 교육 기회를 제공하기 위하여 설립된 국립 고등학교이다. 중학교와 같이 격주로 한 달에 두 번, 주말에 출석 수업이 있어 직장과 학업을 병행할 수 있다. 3년제이다. 교육을 인터넷으로 받을 수 있다는 점을 제외하면 일반 고등학교와 같다. 입학 자격은 고등학교 입학 자격을 준용하며, 전형은 무시험 서류전형이다.

#### 방송통신대학교[74]
줄여서 '방통대'라 불리는 방송통신대학교는 사정이 있어 대학교육을 받지 못하는 사람들에게 고등교육을 제공하기 위하여 설립된 4년제 국립 대학교이다. 재학생의 70% 이상이 직장인이고, 졸업생의 20% 이상이 대학원에 진학한다. 강의는 인터넷으로 들을 수 있으며, 한 학기에 3일 정도 출석 수업에 참석해야 한다.

### 인터넷강의
대한민국에서 인터넷강의라고 하면 주로 고등학생 대상 수능 강의를 이른다.

#### EBSi
EBSi는 과도한 사교육비 투자에서 학부모와 학생들을 해방시키기 위해 교육부가 2004년에 개설한, EBS의 강의 사이트이다. 모든 강의가 무료로 제공된다.

#### 사설 인터넷 강의
사설 인터넷 강의 회사로는 메가스터디, 이투스, 대성마이맥 등이 유명하다.

## 재택학습 (홈스쿨링)
재택학습은 대한민국에서 허용되지 않는다. 그러나 처벌이 최대 과태료 100만 원에 불과하기 때문에 공공연히 시도되는 실정이다. 재택학습자에 대한 제도적·사회적 지원은 미비하다. 이들을 위한 특별 전형은 검정고시 성적만으로 선발하는 것이 거의 대부분이다.

## 검정고시
대한민국에서는 검정고시로 초, 중, 고등학교 학력을 취득할 수 있다. 시험 난이도는 대체로 쉬운 편이다. 응시자는 공교육을 제대로 받지 못한 노년층, 학교를 자퇴했거나 재택학습을 하는 청소년들이 주를 이룬다.

## 비판

### 소득 수준에 따른 교육 격차
일반고와 특목고, 자사고의 학비는 그 간극이 매우 크다. 2014년 국제고의 연 평균 학비는 855만 원, 공립 외고는 538만 원, 사립 외고는 837만 원, 자사고는 825만 원, 일반고는 106만 원으로 집계되었다. 이에 비례하여 대입 실적도 만만치 않게 차이가 난다. 비율이 매우 적음에도 불구하고 명문대 입학생의 상당수는 특목고 및 자사고 출신이다. 특목고와 자사고가 제공하는 교육의 질(학생부의 질)이 일반고에 비해 월등하기 때문에 이들은 대입에서 우위를 점할 수밖에 없다. 가정 형편이 어려운 학생들은 명문대 진학률이 낮고, 땅값이 비싸며 고소득자들이 많이 거주하는 강남 3구 소재 일반고는 명문대 진학률이 높다. 양정호(교육학) 성균관대 교수는 “소득수준이 명문대 진학에 미치는 영향이 사회적 통념보다 훨씬 강하다는 것이 입증된 것”이라고 해석했다. 이들의 특권의식은 대학에서 고등학교 학벌을 과시하는 것으로 드러나기도 한다.

### 대학 서열화와 학벌주의[82]
'서연고서성한~'에서 알 수 있듯이, 대학 서열화는 존재하며 고착화되었고, 그에 따른 학벌주의는 대한민국 사회 전반을 잠식하였다. IMF 경제 위기, 학령인구 감소, 대학 정원 급증, 청년 실업 심화 등에도 불구하고 대학 서열은 공고히 유지되었다. 미국과 같이 전공별로 대학이 서열화된 것이 아니라 오로지 대학 이름만 보는 대한민국에서는 그 폐해가 더욱 큰데, '과가 아니라 간판만 보고' 대학 진학을 결정해야만 하는 고등학생들, 상위권 대학이 수도권에 밀집되어 입지에서 손해를 보는 지방대학들, 명문대 입시 경쟁에 뛰어들기 위하여 사교육 비용을 부담해야 하는 가계, 대학에서 역량 개발이 제대로 되지 않은 신입사원들을 재교육해야 하는 기업에게 특히 큰 피해를 끼친다.
대학서열화는 노동시장에서 효과를 나타내고, 이는 다시 대학 서열화를 낳는다. 명문대를 가면 더 높은 월급을 받고 더 높은 월급을 받을 수 있기 때문에 명문대를 가야만 한다. 수능 점수 최상위의 임금은 최하위의 약 1.5배인 것으로 나타났다. 그러나 최근 들어 명문대를 졸업해도 취직이 되지 않는다는 인식이 확산되고, 학령인구가 감소하고, 좋은 학벌이 곧 유능함을 의미하지는 않음을 깨달은 기업들이 잇달아 블라인드 채용을 실시함에 따라서, 대학 서열은 점차 붕괴하고 있다.
학벌의 영향력이 아직도 강하게 남아 있는 직역은 공무원이다. 서류심사와 면점으로 공무원을 채용하는 타국과 달리 대한민국은 고시로 공무원을 선발한다. 수능은 고시와 똑같은 시험이므로, 수능 성적이 높은 사람이 고시 성적도 높을 수밖에 없다. 즉, 명문대 학생이 (고위)공무원이 될 가능성이 높다. 실제로 2009년~2011년 3개년 간 행정고시 합격자 770명의 70%는 서울대, 연세대, 고려대 출신이었다. 이는 막강한 권력을 휘두르는 고위공무원이 기업과 학연으로 유착하여 부패를 저지를 가능성을 높이고, 공무원 관료사회 내에 학벌주의를 형성한다. 사법고시가 폐지되고 법전원이 도입되는 등 고시로 관료를 선발하는 일이 점차 줄어듦에 따라서, 명문대학 출신 비중은 낮아질 것으로 예상된다.

### 고리타분한성교육
대한민국의 성교육은 고리타분하다는 비판이 상당히 많이 제기된 바 있다.성교육은 보건 영역의 '일부'다. 그런데 보건 영역은 수업 시수가 1년에 10시간에서 15시간밖에 되지 않는다. 따라서 보건교사는 다른 보건 영역(응급처치 등)과 더불어 성교육까지 10시간 안에 끝마쳐야 하기 때문에, 생물학적 성만 교육하게 된다. 실제 성관계가 어떻고 콘돔을 어떻게 끼우고 어떻게 피임을 하는지는 전혀 가르칠 수 없는 것이다. 또한, 생물학적 성이 아닌 다른 성적 내용을 교육하더라도, 그 내용은 대개 성폭력 예방에 그치며, 일부는 '이성교제가 건전하지 못했을 때 성폭력이 생긴다'고 교술하는 등 왜곡된 성 의식을 함양한다. 전문적이고 올바른 성교육을 하려면 제도적 여건이 갖춰져야 하나, 대한민국 학교의 보건 교사 배치율은 고작 65%밖에 되지 않으며, 그들 중 대다수는 비정규직 또는 기간제 교사로 채용 되어 열악한 처우 속에 성교육을 하고 있다.

## 같이 보기
- 한국 교육의 역사
- 대한민국의 교육과정
- 대한민국의 교육 연구
- 대한민국의 학교
  - 대한민국의 유치원
  - 대한민국의 초등학교
  - 대한민국의 중학교
  - 고입선발고사
  - 대한민국의 고등학교
  - 대한민국의 대학입시제도
  - 대한민국의 대학

## 참고 문헌
- 교육부, “교육 50년사”, 1998.

## 주해
1. ↑  2항. 당사국은 이러한 권리를 실현함에 있어 다음의 사항을 보장한다.

(가) 장애인은 장애를 이유로 일반 교육제도에서 배제되지 아니하며, 장애아동은 장애를 이유로 무상 의무초등교육이나 중등교육으로부터 배제되지 아니한다.

(나) 장애인은 자신이 속한 지역사회에서 다른 사람과 동등하게 통합적인 양질의 무상 초등교육 및 중등교육에 접근할 수 있다.

(다) 개인의 요구에 의한 합리적인 편의가 제공된다.

(라) 장애인은 일반 교육제도 내에서 효과적인 교육을 촉진하기 위하여 필요한 지원을 제공받는다.

(마) 학업과 사회성 발달을 극대화하는 환경 내에서 완전한 통합이라는 목표에 합치하는 효과적이고 개별화된 지원 조치가 제공된다.